# Anneliese Kuchinke-Bach
Anneliese Kuchinke-Bach (* 3. August 1919 in Wiesbaden; † 4. April 2009) war eine deutsche Literaturwissenschaftlerin und Hochschullehrerin.

## Leben
Kuchinke-Bach studierte Philosophie, Geschichte, Geographie und Germanistik an der Friedrich-Schiller-Universität Jena und schloss 1945 mit Promotion ab. Sie habilitierte sich dort 1950. Weil sie CDU-Mitglied war, durfte sie auf Anweisung des Thüringischen Ministeriums für Volksbildung und Justiz in Jena nicht als Dozentin arbeiten und floh nach West-Berlin. 1958 wurde sie an der Freien Universität Berlin zur außerplanmäßigen Professorin ernannt. Am 1. September 1959 trat sie als erste Frau an der Julius-Maximilians-Universität Würzburg eine ordentliche Professur an.

## Schriften (Auswahl)
- Vor den Toren, Gedichte. Keyser, Erfurt 1938, OCLC 71958540.
- Der Aufbau des „König Rother“. Dissertation, Jena, 1945, OCLC 72031812.
- Das dramatische Bild als existentielle Exposition. In der deutschen Tragödie vom 17. bis 19. Jahrhundert. 1999, ISBN 3-631-34511-9.